# Conrad Friedrich Hurlebusch
Conrad Friedrich Hurlebusch (ur. około 1691–1696 w Brunszwiku, zm. 17 grudnia 1765 w Amsterdamie) – niemiecki kompozytor, klawesynista i organista.

## Życiorys
Gry na klawesynie i organach uczył się w Brunszwiku u swojego ojca, Heinricha Lorentza Hurlebuscha. Poznał Dietricha Buxtehudego i Johanna Adama Reinckena. W 1715 roku wyjechał do Hamburga, skąd później udał się do Wiednia. W latach 1718–1721 przebywał we Włoszech. W 1721 roku wrócił do Brunszwiku, gdzie odrzucił oferowane mu stanowisko w kapeli książęcej. Od 1723 do 1725 roku przebywał w Sztokholmie w charakterze nadwornego kapelmistrza króla Fryderyka I. Następnie wrócił do Brunszwiku, skąd w 1726 roku udał się do Bayreuth (1726), a w 1727 roku do Hamburga, gdzie przebywał do 1736 roku. W 1743 roku osiadł w Amsterdamie, gdzie został organistą Oude Kerk. W ostatnich latach życia cierpiał na chiragrę.
Skomponował m.in. opery L’innocenza difesa (wyst. Brunszwik 1721), Flavio Cuniberto (wyst. Brunszwik 1727) oraz Guderich, Dorinda i Etearchus (wyst. Bayreuth 1726), ponadto koncerty instrumentalne, sonaty klawesynowe oraz kantaty i inne utwory wokalne. Kompozycje Hurlebuscha w większości mają homorytmiczny charakter i utrzymane są w stylistyce współczesnych artyście prądów w muzyce, są jednak nierówne pod względem artystycznym.